# Vasahallen

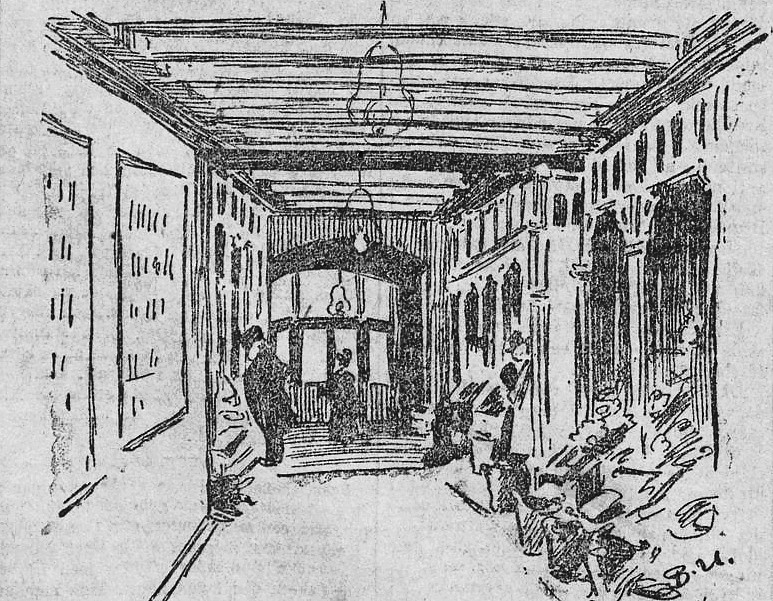
Vasahallens interiör 1902.

Vasahallen (även Vasas saluhall) var en saluhall i kvarteret Adlern mindre i Vasastaden i Stockholm. Vasahallen existerade mellan 1890 och mitten av 1960-talet då den revs för att ge plats åt nuvarande byggnad.

## Historik

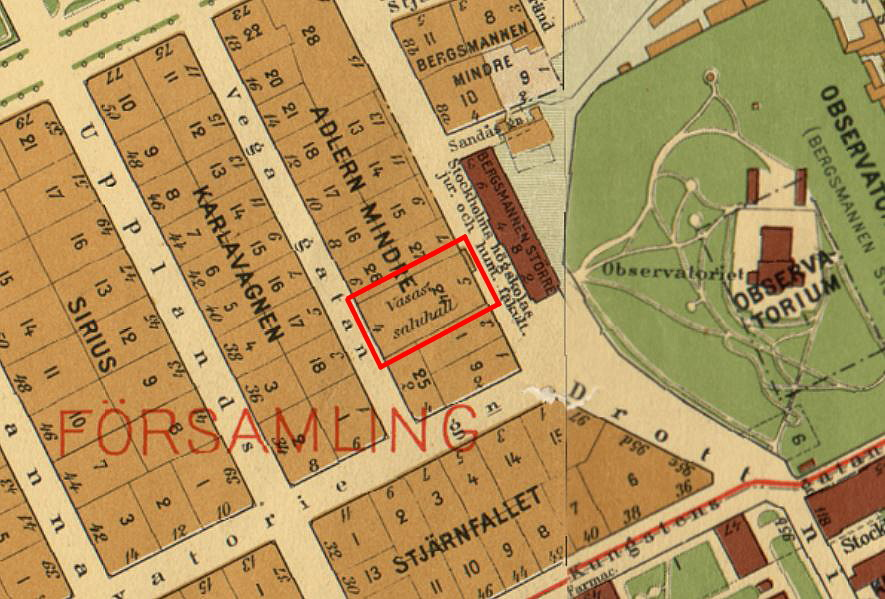
Vasas saluhall 1930.

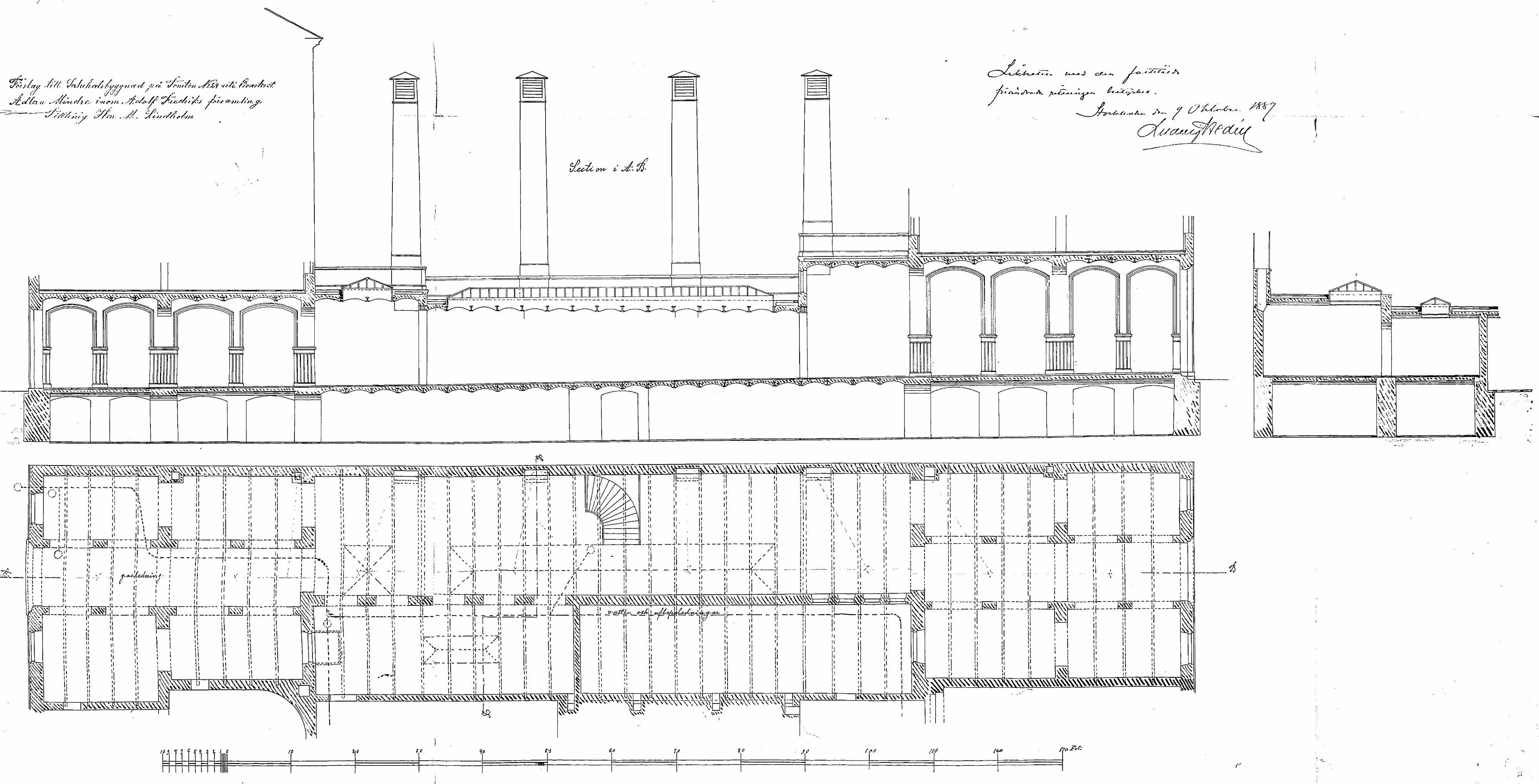
Ritning, plan och sektion, 1889.

I Vasastaden fanns två saluhallar kring sekelskiftet 1900. Den ena var Sveahallen i hörnet av nuvarande Sveavägen / Kungstensgatan som öppnade 1890 och stängde 1930 och den andra kallades Vasahallen eller Vasas saluhall och låg kvarteret Adlern mindre på en genomgående tomt med ingångar från Norrtullsgatan 5 och Vegagatan 4. Liksom Sveahallen var den privatägd. 
År 1889 lät bagarmästaren M. Lindholm, som ägde fastigheten Adlern mindre 24, inrätta denna saluhall i en långsmal lokal under bakgården. Det var således ingen hallbyggnad som Sveahallen utan en relativ låg källarlokal. Lindholm lyckades dock att få lokalen ”både trevlig och ljus och fullt av riktigt inbjudande butiker”, som Dagens Nyheter uttryckte det i en presentation i februari 1902.
Dagsljus släpptes in genom ett antal lanterniner i taket och fyra höga ventilationsskorstenar sörjde för god luftväxling. Här fanns 28 torgstånd i två rader och mot Vegagatan låg en brödbod. Saluhallen existerade fram till mitten av 1960-talet när huset revs för att ge plats åt nuvarande bostads-, kontors- och affärshus.